# Chaetocladius nigritellus
Chaetocladius nigritellus är en tvåvingeart som först beskrevs av Maurice Emile Marie Goetghebuer 1949.  Chaetocladius nigritellus ingår i släktet Chaetocladius och familjen fjädermyggor.
Artens utbredningsområde är Österrike. Inga underarter finns listade i Catalogue of Life.